# Les Vacances d'Elvis Gratton
Les Vacances d'Elvis Gratton est le deuxième court métrage d'une série de films du même nom, coréalisé par Pierre Falardeau et Julien Poulin.

## Fiche technique
- Année : 1983
- Durée : 27 minutes
- Réalisateur, scénario, montage : Pierre Falardeau, Julien Poulin.

## Distribution
- Julien Poulin : Bob « Elvis » Gratton
- Denise Mercier : Linda Gratton
- Pierre Falardeau : Le preacher